# Жахундери
Жахундери (груз. ჟახუნდერი) — село в Грузии, на территории Лентехского муниципалитета края (мхаре) Рача-Лечхуми и Нижняя Сванетия.

## География
Село находится в северной части Грузии, на правом берегу реки Цхенисцкали, на расстоянии приблизительно 23 километров (по прямой) к востоку от посёлка городского типа Лентехи, административного центра муниципалитета. Абсолютная высота — 1317 метров над уровнем моря.

## Население
По результатам официальной переписи населения 2014 года, в Жахундери проживал 161 человек (78 мужчин и 83 женщины). В национальной структуре населения грузины составляли 100 %.
| Год  | Население, человек |
| ---- | ------------------ |
| 2002 | 364                |
| 2014 | ↘ 161              |